# Nystagmus
Nystagmus je rytmický konjugovaný kmitavý pohyb očních bulbů. Jde o nervovou vadu, která způsobuje nekontrolované, rychlé a trhavé pohyby očí, většinou ze strany na stranu, ale někdy nahoru a dolů nebo krouživým pohybem. Většina lidí s nystagmem má zároveň i špatný zrak. To způsobuje problémy při vzdělávání, zaměstnanosti a v mnoha dalších oblastech života. Nystagmus nemůže být korigován brýlemi nebo kontaktními čočkami, i když mnoho lidí s nystagmem brýle nebo kontaktní čočky nosí, pro korekci jiných očních problémů.

## Vlastnosti
U nystagmu popisujeme celkem čtyři vlastnosti:
- formu (horizontální, vertikální, diagonální)
- stupeň (1 až 3)
- frekvenci (rychlá, pomalá)
- amplitudu (jemná, hrubá)

### Stupeň
Rozlišujeme tři stupně nystagmu:
1. stupeň – rychlá složka ve směru pohledu (nystagmus bije jen do strany pohledu)
2. stupeň – nystagmus při přímém pohledu (doprava, doleva)
3. stupeň – nejméně častý, rychlá složka proti směru pohledu

## Druhy
Rozlišujeme následující druhy nystagmu:
- vestibulární nystagmus
- fixační nystagmus
- optokinetický nystagmus
- vrozený nystagmus
- nystagmus horníků
- Brunsův-Stewartův disociovaný nystagmus